# Cruz de Carlos III el Noble de Navarra
La Cruz de Carlos III el Noble de Navarra es una condecoración creada por el Gobierno de Navarra mediante Decreto Foral 104/1997, de 14 de abril.

## Descripción
Su creación y concesión tiene como fin resaltar los méritos de las personas y entidades que «han contribuido de forma destacada al progreso de Navarra o a la proyección exterior de la Comunidad Foral», desde el ámbito concreto de su actividad, y toma su nombre del rey navarro Carlos III el Noble "que destaca entre el conjunto de los reyes de Navarra por su talante pacífico y conciliador, por sus iniciativas en favor de la cultura y del arte y por el establecimiento de relaciones de paz y amistad con las demás cortes europeas".
Se concede por el Gobierno de Navarra mediante Decreto Foral y se entrega en un acto solemne. Aunque su normativa no dice nada al respecto de la periodicidad, la costumbre es la concesión de varias cruces cada año y su entrega conjunta en el mismo acto.

## Personas y entidades premiadas
Hasta el momento las personas y entidades galardonadas han sido las siguientes: 
1997
- Francisco Salinas Quijada (1915-2006), jurista y estudioso de los Fueros de Navarra.[3]
- Julián Chivite Marco (1910 – 1996), viticultor, propietario de las bodegas navarras que llevan su nombre, en Cintruénigo, y cofundador del Consejo Regulador de la Denominación de Origen de Vinos de Navarra.[4]

1999
- Valeriano Ordóñez Fernández (1924-2003), religioso jesuita, floclorista, compositor y estudioso de la Jota Navarra.[6]
- Miguel Ángel Argal Echarri (1934-2017), eclesiástico y fundador de "Medicus Mundi" en Navarra en 1972, presidente del internacional en 1999.[7][8]

2001
- Jesús Luis Iribarren Rodríguez (1908-2008), jurista y abogado, hermano de José María Iribarren.[10]
- María Puy Huici Goñi (1915-2008), maestra y gran historiadora de Navarra.
- Eduardo Hernández Asiáin (1911-2010), violinista cubano con ascendencia navarra.

2004
- Asociación de "Los Amigos del Camino de Santiago de Estella", asociación constituida el 27 de marzo de 1962.
- Asociación Bilaketa, entidad cultural de la villa de Aoiz fundada en septiembre de 1976.
- Carmen Batlle Parente, profesora, periodista y promotora cultural argentina con ascendencia navarra.

2005
- Conchita Guerendiáin Larráyoz (Propietaria del Restaurante Las Pocholas).
- Isabel Garbayo Ayala, fundadora de Villa Teresita.[13]
- María Josefa Huarte Beaumont, mecenas y benefactora, hija de Félix Huarte Goñi.

2008
- Leonardo Polo Barrena (1926-2013), filósofo, escritor y profesor de la Universidad de Navarra.
- Sandalio Monreal Suberviola (1931-2017), navarro emigrante, fue presidente del Centro Navarro de Rosario y presidente de la Federación de Centros Navarros de Argentina.[15]
- Antonio Azcona Munilla (1928-2012), capellán en la cárcel de Pamplona durante 33 años.
- María Carmen Forcada González (1920-2024) decoradora, restauradora de la Casa del Almirante, de Tudela, palacio renacentistas, actualmente centro cultural.

2009
- Alfonso Nieto Tamargo (1932-2012), fue rector de la Universidad de Navarra.
- José Joaquín Pérez de Obanos Liso (a título póstumo), presidente de la Confederación de Cooperativas Agrarias de España y presidente de la UCAN, la Unión de Cooperativas Agrarias de Navarra, fallecido en el accidente aéreo ocurrido en 2008.[17]
- Miguel de la Quadra-Salcedo Gayarre (1932-2016), reportero, promotor cultural y atleta.
- Congregación de las Hermanitas de los Pobres.

2010
- Juan Antonio Sagardoy Bengoechea.
- Asociación de Jubilados Arkupeak - Jubilatuen Elkartea Arkupeak.
- María Ángeles Mezquíriz Irujo.
- Asociación "Les Amis de la Vieille Navarre".
- Orden del Volatín.
- Rosa Mary Ibáñez Zapatero.
- Agustín Otondo Dufurrena.

2011
- Fundación Proyecto Hombre Navarra.
- Banco de alimentos de Navarra.
- Crisanto Ayanz Monreal, presidente de la Federación de Centros Navarros de Argentina y Chile.
- Organización Manos Unidas.

2014
- María Victoria Flamarique Zaratiegui, jotera.
- Encarnación Flamarique Zaratiegui, jotera.
- Ascensión Jiménez Esquíroz (Atxen), empresaria y restauradora de Tafalla, propietaria del famoso restaurante Tubal.
- Jesús Mª Muneta Martínez de Morentin.
- Ángel Ruiz de Erenchun Oficialdegui, abogado y político.

2015
- Jesús y Rául Anoz Laspeñas, joteros.
- María Victoria Arraiza, política, parlamentaria, presidenta de la Asociación de Amigos del Camino de Santiago en Navarra.
- José Antonio Arzoz Martínez, sacerdote y experto en Ciencias de la Educación, «distinguido por su trabajo pastoral, cultural y social hacia los emigrantes españoles en Alemania, país en el que a lo largo de 48 años ha impulsado iniciativas sociales, educativas y pastorales para facilitar su integración».[22]
- Matías Escribano López, periodista y fundador del grupo editorial Ribera Navarra.
- Gabriel Imbuluzqueta Alcasena, periodista, investigador y divulgador de la cultura tradicional de Navarra.
- Javier López de Munáin, librero, fundador de la ya desaparecida Librería 'El Parnasillo' en Pamplona.

2016
- Izaskun Arratibel Pastor, letrada y expresidenta de la Ikastola San Fermín y de la Federación Navarra de Ikastolas.
- Julio Ayesa Echarri, experto en relaciones públicas.
- Mario Gaviria Labarta, sociólogo.
- Gregorio Javier Monreal Zia, jurista y político.
- Javier Molina Garicano, pediatra, experto en oncología infantil.
- Koldo Rodero Armendáriz, cocinero.
- Manuel Torres Martínez, fundador del Grupo Industrial MTorres.
- Difusora Cultural Cinematográfica S.A. “Golem”.
- Institución Oberena Dantza Taldea.

2017
- Sociedad Aralar Mendi Elkartea, organizadora del Día del Pastor (Artzai Eguna), con ocasión de su 50.ª edición.
- Asociación DYA Navarra, asociación de ayuda en carretera,
- Humberto Bustince Sola, por el fomento de la docencia y la investigación aplicadas a las actividades de I+D+i.
- Joxe Ulibarrena Arellano, escultor, por «su contribución al impulso de la cultura navarra, como actividad creativa y también como forma de vida de un grupo social».
- Julián Retegi Barberia, famoso pelotari, conocido deportivamente como Retegui II, el más laureado de todos los tiempos, considerado el mejor de la historia.
- Mirentxu Purroy Ferrer, periodista.
- Javier Ochoa Martínez, viticultor y fundador de Bodegas Ochoa, de Olite.

2018
- Uxúa López Flamarique, investigadora.
- Ana Díez Díaz, directora de cine.
- Ascensión Cruchaga Lasa, empresaria.
- María Pilar, Rosario y María Antonia Frías Sagardoy, arquitectas.[26]
- Mirentxu Oyarzabal Irigoyen, endocrinóloga.
- Federación de Coros de Navarra.
- Julia, Juana María y Manuela Arza Suescun, propietarias del Restaurante Hartza.
- Asociación Gaz Kaló para la Defensa del Pueblo Gitano.
- Marian Arregi Sarasola, a título póstumo, y Juan Antonio Urbeltz Navarro, matrimonio fundador de Argia Dantza Taldea.

2019
- Asociación de Amas de Casa, Consumidores y Usuarios Santa María la Real.
- Aurelio Sagaseta Aríztegui, sacerdote y compositor.
- Grupo Los Iruña’ko, grupo musical formado en Pamplona en 1954, un referente de la música pamplonesa de las décadas de 1950 y 1960.[28]
- Fátima Djarra Sani, activista e integrante de Médicos del Mundo en Navarra.
- Jesús Cía Asensio, empresa de cultivo ecológico con puestos de reinserción social.
- Pedro Blanco Ariza, periodista y divulgador de la Ribera.
- Julio Sesma Martínez, impulsor de la recuperación de la memoria histórica en Navarra.
- Jesús Sarasa Murugarren, ingeniero agrónomo director general de la cooperativa Grupo AN.

2020
- Asociación Española contra el Cáncer-Delegación de Navarra (AECC Navarra).
- María José Calasanz, codirectora científica del Centro de Investigación Médica Aplicada.
- Gregorio Luri Medrano, filósofo defensor de la escuela pública.
- Ana María Monreal, ingeniera industrial.
- Patxi Salaberri Zaratiegi, filólogo investigador sobre el euskera.

2021
- David Beriáin, periodista de la localidad navarra de Artajona asesinado el 26 de abril de 2021 en Burkina Faso.
- Florencio Domínguez, periodista experto en víctimas del terrorismo.
- Lorenzo Sarratea, presidente de la Denominación de Origen Roncal.
- Isabel Sola, investigadora y experta en coronavirus.
- Helena Taberna, directora de cine.

2022
- Josefina Campos Orduña, referente española del movimiento memorialista en Navarra.
- Aitor Etxarte Berezibar, pedagogo español y promotor del euskera.
- Fermín Goñi, periodista, politólogo y escritor español.
- Sandra Ollo, editora española.
- César Oroz, dibujante y humorista gráfico español.

2023
- Vicente Madoz Jaúregui, médico psiquiatra español.
- Oihan Iturbide Aranzadi,biólogo y divulgador español.
- Alfredo Sanzol, director y dramaturgo español.
- Antonio Eslava Urra, pintor, escultor y grabador español.
- Iñaki Perurena, deportista español especialista en la modalidad de deporte rural vasco de harri-jasotze.
- Judith Torrea, periodista española especializada en narcotráfico, crimen organizado, pena de muerte, inmigración y política en la frontera de Estados Unidos-México.
- Patxuka de Miguel Ibáñez, matrona española.